# Dianthus cyathophorus
Dianthus cyathophorus là loài thực vật có hoa thuộc họ Cẩm chướng. Loài này được Moris mô tả khoa học đầu tiên năm 1852.